# Histoire des îles Turques-et-Caïques

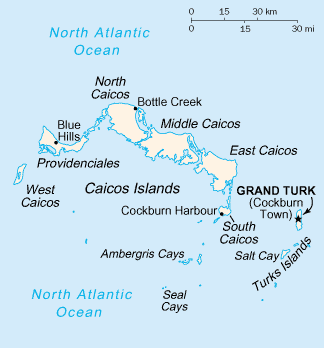
Îles Turques-et-Caïques, au présent

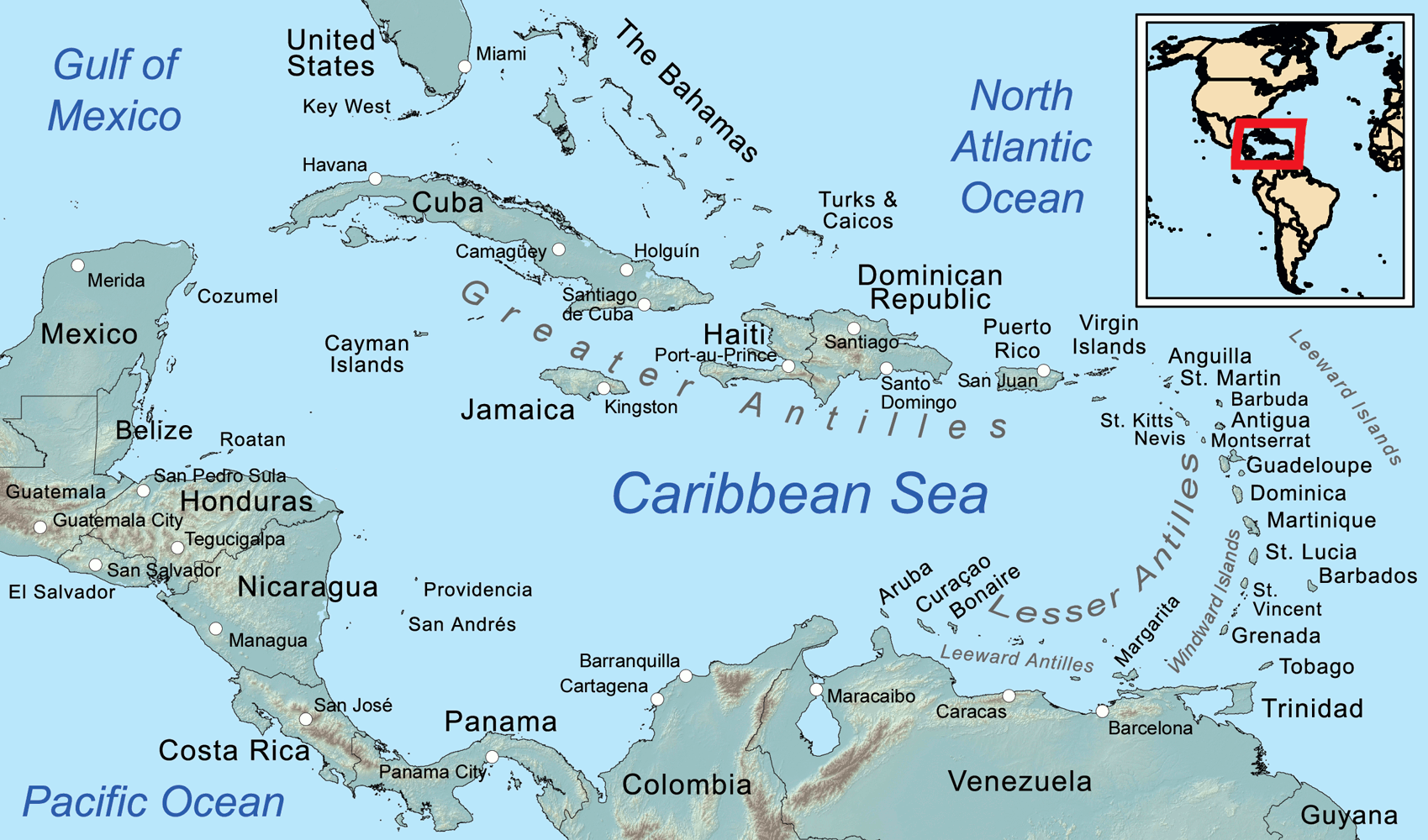
Espace caraïbe

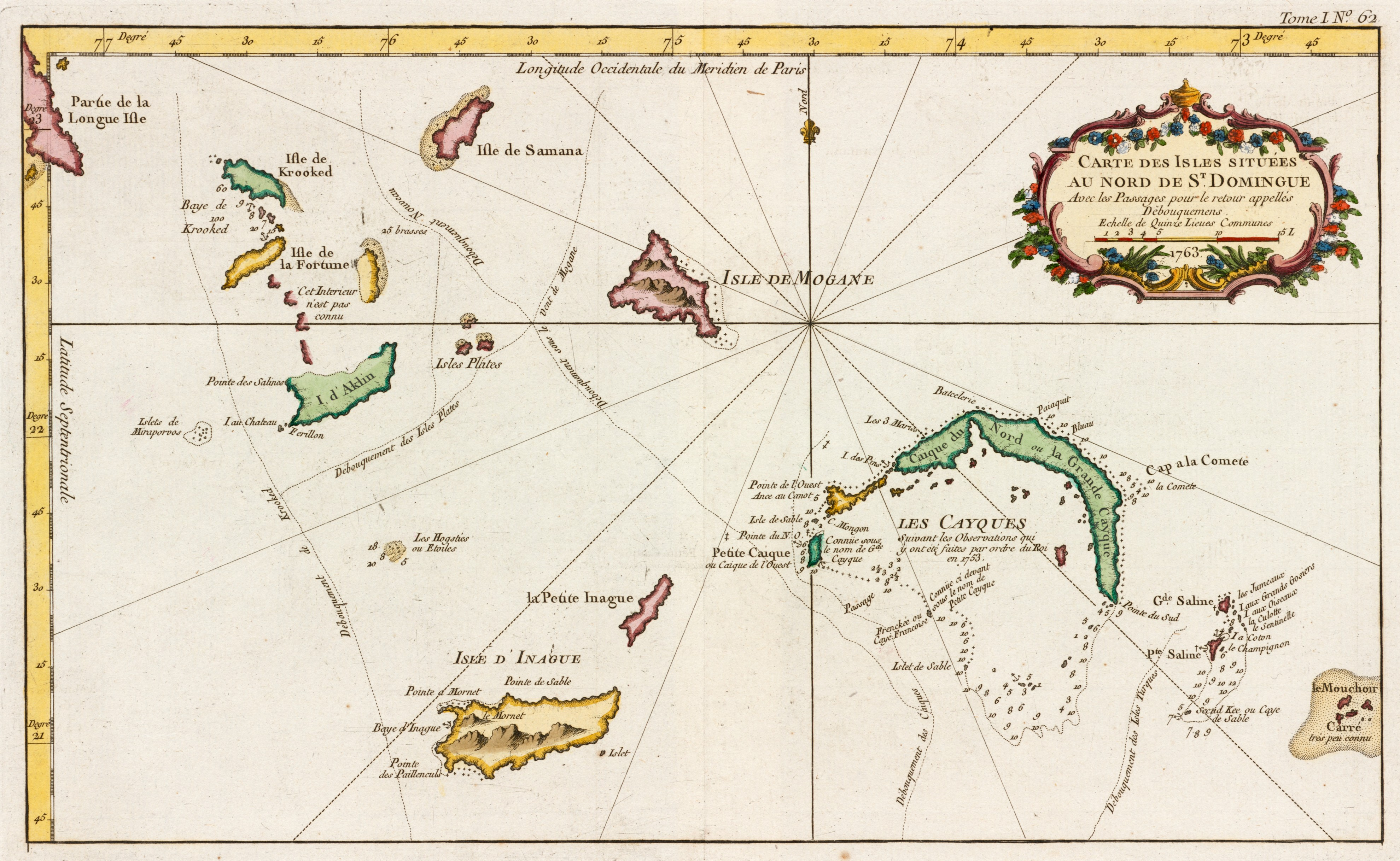
Jacques Nicolas Bellin, Carte de 1763 des isles situées au nord de Saint-Domingue

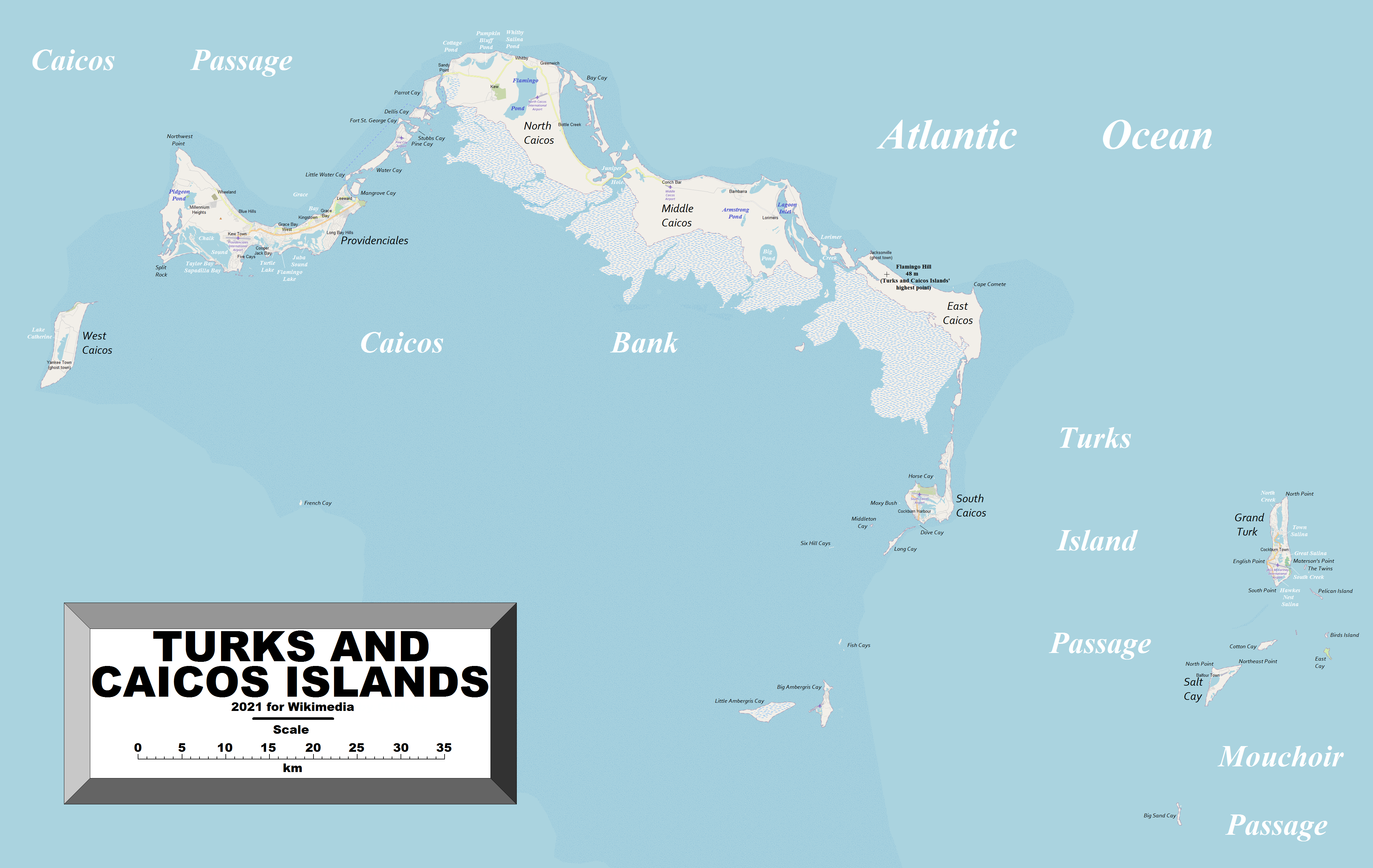
Carte récente de l'archipel

L'article retrace les points notables de l'histoire des Îles Turques-et-Caïques, chapelet d'îles (liste des îles des Îles Turques-et-Caïques), territoire britannique d'outre-mer depuis 1973 (puis 2002).
Cet archipel, de 616 km2 ou 948 km2 (à marée basse), situé entre Bahamas, Haïti et Cuba, est habité en 2021 par 46 131 habitants, parlant anglais (caribéen de préférence) et/ou créole turque-et-caïque (en), et pour 87,6 % d'ascendance africaine. Pour mémoire, les recensements enregistrent une population de 5 615 en 1911, 11 465 en 1990, 20 014 en 2000.

## Avant 1500: histoire pré-colombienne, peuplements indigènes
Les premiers habitants des Îles Turques-et-Caïques sont des Amérindiens des Antilles, les Taïnos Arawaks, au cours des siècles  graduellement remplacés par les guerriers Kalinago (Caraïbes / Karib). 
L'origine du nom est incertain.
La référence au cactus caribéen endémique Melocactus intortus est probable, sous son appellation anglaise de Turk's cap cactus (tête de turc).
Pour Caïque, le renvoi au nom arawak kayahik (collier d'îles) paraît vraisembalable, même si une légende l'attribue à un colon originaire de la communauté chrétienne de l'Empire turc du nom de Bernardo Kaïkos. 
L'appellation Turquoise est plus valorisante.

## Période coloniale (1500-1850)

### Découverte, forestation, déportation, abandon, piraterie (1500-1680c)
Le premier Européen à découvrir les îles est le conquérant espagnol Juan Ponce de León en 1512. 
Néanmoins, certains historiens affirment que Guanahani, le nom indigène de San Salvador sur laquelle a débarqué Christophe Colomb en 1492, est en réalité Grand Turk ou East Caicos.
Les Espagnols pratiquent rapidement la traite des esclaves sur les populations Kalinago de ces îles, tant et si bien qu'un an après leur découverte, elles sont pratiquement dépeuplées, dès 1513.
Pendant les XVIe, XVIIe et XVIIIe siècles, les îles changent régulièrement de main, passant de l'Espagne à la France puis au Royaume-Uni, sans qu'aucune de ces puissances ne tente vraiment de coloniser ces îles.
De 1690 à 1720 environ, les îles servent de refuge à des pirates qui attaquent les galions en route vers l'Espagne et venant de Cuba, Hispaniola, et des possessions espagnoles d'Amérique centrale et du Pérou.

### Colonie sous dépendance des Bahamas ou  des Bermudes  (1680c-1850c): sel, coton, éponge, chanvre
La colonisation de ces îles commence réellement en 1681, quand les collecteurs de sel des Bermudes installent le premier établissement permanent sur l'île de Grand Turk. 
Les collecteurs de sel sont attirés par les eaux peu profondes autour de ces îles, ce qui rend l'extraction du sel plus facile qu'aux Bermudes. 
Leur arrivée établit durablement la présence britannique dans l'archipel. 
De nombreux arbres sont alors plantés afin de retenir les précipitations qui rendent le travail du sel plus difficile dans les exploitations. 
La majeure partie du sel extrait des Îles Turques-et-Caïques est envoyée à Terre-Neuve pour conserver la morue.
L'industrie agricole y prend naissance vers la fin des années 1780 après que 40 familles loyalistes britanniques, chassées par la révolution américaine, principalement de la Géorgie et de Caroline du Sud s'y sont établies. 
De grandes concessions leur sont accordées par le gouvernement britannique pour compenser les terres perdues des colonies américaines. 
Les colons y importent des milliers d'esclaves afin de pratiquer la culture du coton.
Au printemps 1783, dans les derniers mois de la guerre d'indépendance des États-Unis, une force française de 400 hommes - commandée par le marquis de Grasse-Briançon - capture l'île de Grand Turk. 
Une tentative britannique pour reprendre le contrôle de l'île échoue. 
L'île est finalement rétrocédée après la signature du Traité de Paris, formellement ratifié plus tard en 1783.
La culture du coton réussit fort bien au début, mais décline avec le temps, notamment à cause des ouragans et des parasites détruisant les récoltes. 
Quelques propriétaires se convertissent à l'exploitation du sel, mais, peu à peu, les loyalistes originaux quittent l'île, jusqu'à ce qu'il n'en reste plus aucun vers 1820. 
Leurs anciens esclaves restés sur l'île adoptent alors un mode de vie de pêcheurs ou de chasseurs-cueilleurs.
Les Bermudes passent une grande partie du XVIIIe siècle dans une dispute juridique avec les Bahamas (qui elles-mêmes ont été colonisées par les habitants des Bermudes) à propos des îles Turks et de leur souveraineté.
En effet, en vertu de la loi britannique, aucune colonie ne peut avoir de colonies propres. 
Les îles Turks ne sont identifiées par la Grande-Bretagne ni comme colonie, ni comme territoire des Bermudes. 
Le gouvernement britannique tranche finalement en faveur des Bahamas, et de nombreux Bermudiens abandonnent alors leurs activités saisonnières sur l'île.

### Colonie sous contrôle de la Jamaïque (1848-1959)
Les îles restent une région des Bahamas jusqu'en 1848, date à laquelle elles deviennent une colonie séparée sous l'autorité du gouverneur de la Jamaïque à la demande de ses habitants. 
En 1873, en raison de leur coût, les Îles Turques-et-Caïques sont annexées par la Jamaïque, mais disposent d'un commissaire et d'un conseil législatif.

## Autonomie (1959): tourisme
Les îles restent une dépendance de la Jamaïque jusqu'en 1959, date à laquelle elles deviennent autonomes avec leur propre administration, bien que le gouverneur de la Jamaïque soit resté le gouverneur des îles. 
Lorsque la Jamaïque accède à l'indépendance en août 1962, les Îles Turques-et-Caïques deviennent une colonie de la couronne. 
De 1965 à 1973, le gouverneur des Bahamas est également le gouverneur des Îles Turques-et-Caïques. 
Quand les Bahamas accèdent à l'indépendance en 1973, les îles ont leur propre gouverneur et deviennent un territoire britannique d'outre-mer.
L'industrie du sel, bien que complétée par de petites exportations d'éponge et de chanvre, est longtemps la seule ressource des Îles Turques-et-Caïques, jusqu'à ce que, dans les années 1960, des investisseurs américains s'intéressent aux îles.
Ils construisent une piste d'atterrissage sur l'île de Providenciales en 1968 ainsi que le premier hôtel de l'archipel, The Third Turtle.
Quelques touristes commencent à venir, complétant l'économie du sel. 
Le Club Med s'installe peu après à Grace Bay. 
Dans les années 1980, le Club Méditerranée finance l'extension de la piste d'atterrissage afin qu'elle accepte les gros porteurs. Depuis lors, le tourisme est en augmentation constante.
En 1980, le parti indépendantiste au pouvoir, le People's Democratic Movement, passe un accord avec le gouvernement britannique afin que l'indépendance soit accordée en 1982 si le People's Democratic Movement est victorieux lors des élections de 1982. 
Mais celui-ci perd les élections contre le Progressive National Party, parti pro-britannique. 
Le Progressive National Party gagne également les élections de 1984, puis celles de 1986.
Néanmoins, le 24 juillet 1986, le gouvernement est dissout par le gouverneur et est remplacé par un conseil consultatif en raison des fraudes électorales et des incendies criminels perpétrés par le Progressive National Party.
Une nouvelle constitution pour les Îles Turques-et-Caïques est alors élaborée et de nouvelles élections sont organisées en 1988 et sont remportées par le Progressive National Party.

### Années 2000
Le 8 septembre 2017, les îles – en particulier les îles Turks – se trouvent sur le trajet direct de l'ouragan Irma, alors classé en catégorie 5, qui provoque des dégâts majeurs.

#### Galerie de dirigeants récents

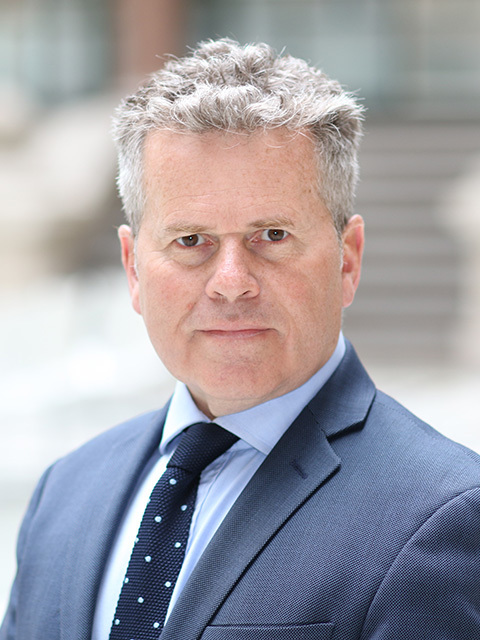
Nigel Dakin gouverneur 2019-2023
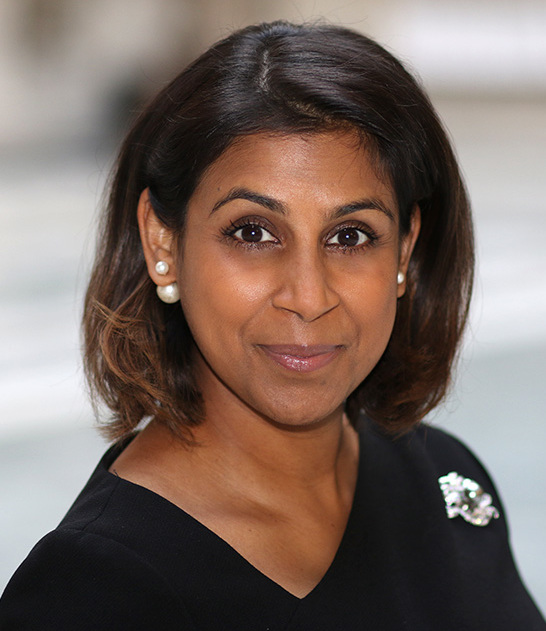
Dileeni Daniel-Selvaratnam, gouverneure 2023-présent
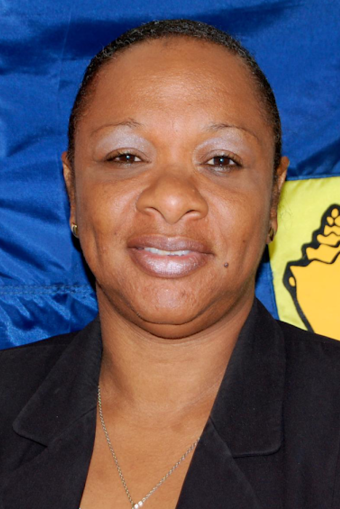
Sharlene Cartwright-Robinson PM 2016-2021
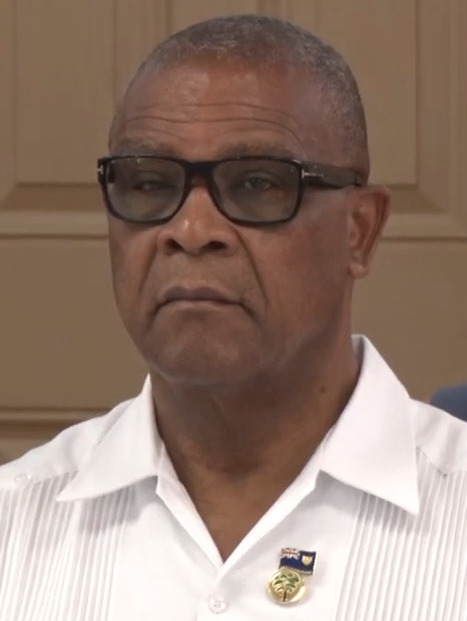
Washington Misick PM 1991-1995, 2021-présent

### Source
- « Snapshot of the Caribbean : Turks and Caicos », sur sheppardsoftware.com (consulté le 5 février 2024)

#### 1700
- Plantation de Cheshire Hall (de coton dans les années 1700-1800, sur Providenciales)
- Bataille de Grand Turk (1783), contexte de la guerre d'indépendance des États-Unis

#### 1800
- Affaire du bateau négrier Trouvadore (en) (1841)
- Phare de Grand Turk (1852), liste des phares dans les Îles Turques-et-Caïques

#### 1900
- Territoire britannique d'outre-mer

#### 2000
- Politique aux Îles Turques-et-Caïques (en)
- Premier ministre des Îles Turques-et-Caïques